# Josephine Lovett
Josephine Lovett (21. oktober 1877 – 17. september 1958) var en amerikansk manuskriptforfatter og skuespiller, som var aktiv i film mellem 1916 og 1935.
Hun var gift med den Canadisk-fødte filminstruktør John Stewart Robertson. Hun er bedst kendt for hendes dengang vovede film Dansende Ungdom fra 1928. Hendes mauskripter havde typisk en heltinde, der ofte var økonomisk og seksuelt uafhængie.

## Liv og karriere
Josephine blev født i San Francisco, Californien. Selvom hun senere vendte tilbage til Californien, flyttede hun midlertidigt til New York City, hvor hun
startede sin karriere som succesfuld skuespillerinde på Haverly's 14th Street Theatre på Sixth Avenue. Hendes ægtemand arbejdede også kortvarigt som skuespiller på samme teater i 1903.
Lovett arbejdede på teatret fra 1899 til 1906, og havde en lille rolle som skuespiller på en stumfilm i 1916. Hun spillede rollen som Rachel Blake i en dramafilm der hed The Ninety and Nine, instrueret af Ralph Ince for Vitagraph Company.
Lovett and hendes ægtemand samarbejdede om flere film sammen hos Vitagraph, der senere blev købt af Warner Bros. i 1925.
Atten af de 30 film Lovett arbejdede på mellem 1916 og 1935 var instrueret af hendes mand. Hun var en stor bidragyder til Johns succes, da hun ofte hjalp med hans films scenevisualisering.
Lovett var en af de mest prominente kvindelige manuskriptforfattere i hends tid.
Hun var kendt for sin evne til at indfange det kvindelige publikum samtidig med at hun appellerede censorerne.
Lovett er mest kendt for filmen Dansende Ungdom produceret af Metro-Goldwyn-Mayer fra 1928, som hun i 1930 vandt en Oscar for bedste manuskript for.
Filmens succes kan også tilskrives producenternes forsøg på at tilføje lydeffekter og et musikspor, en ekstraordinær funktion forud for tonefilmene i 1930'erne.
Lovett og hendes ægtemand samarbejdede på hendes sidste film Captain Hurricane, der handlede om en fisker der bor i Cape Cod, Massachusetts.
Robertson sluttede sin instruktørkarriere senere samme år med filmen Vor lille Pige med den berømte Shirley Temple. Lovett og hendes ægtemand gik på pension og flyttede til Rancho Santa Fe, California,
hvor Lovett døde, 80 år gammel, den 17. september, 1956, seks år før hendes elskede ægtefælle døde i 1964.